# 庚酸异丁酯
庚酸异丁酯（英語：isobutyl heptanoate）是一种有机化合物，化学式C11H22O2，可见于棒曲霉等物种。